# Kirk Knight

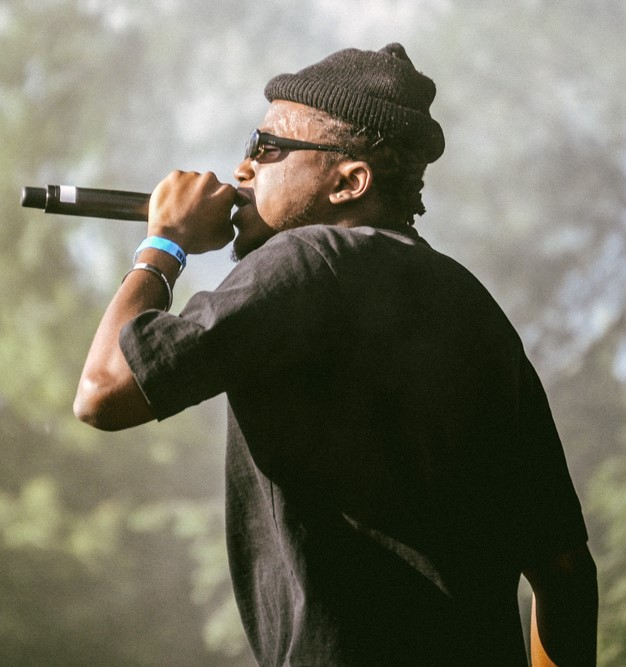
Kirk Knight bei einem Auftritt (2016)

Kirk Knight (* 16. November 1995 in New York, New York; Bürgerlich: Kirlan Labarrie), auch bekannt unter den Pseudonymen The Kreeper und Kirk Killa, ist ein US-amerikanischer Rapper, Musikproduzent und Songwriter, der bei dem New Yorker Independent-Label Cinematic Music Group unter Vertrag steht. Er ist Mitglied des Hip-Hop-Kollektivs Pro Era (Progressive Era).

## Biografie

### Kindheit und Jugend
Kirlan Labarrie wurde in dem New Yorker Stadtbezirk Brooklyn geboren. Er besuchte die Erasmus Hall High School im Brooklyner Viertel Flatbush.
Zum Rap kam Kirlan in der Mittelschule zusammen mit seinem Kindheitsfreund Jo-Vaughn Scott alias Joey Badass. Zunächst beschäftigte er sich vor allem mit Computerprogrammen zur Musikproduktion, um für den Rap-begeisterten Jo-Vaughn Drum Beats, Instrumentals und Samples bereitzustellen. Im Alter von 16 Jahren begann Kirlan dann, neben der Produktion von Hip-Hop-Musik, selbst zu rappen. Über Jo-Vaughn lernte er in dieser Zeit dessen Schulkameraden Courtney Everald Dewar Jr. alias Capital STEEZ, Donnovan Malik Blocker alias Dyme-A-Duzin, Jesse Cordasco alias Nyck Caution, Chaine Downer Jr. alias CJ Fly, Powers Pleasant und Dyemond Lewis, die alle die Edward R. Murrow High School, eine auf Musik, Tanz, Theater, Grafikdesign und Kunst ausgelegte Magnetschule, besuchten, kennen.

### Musikkarriere
Neben seiner Zusammenarbeit mit den Musikern und Künstlern des Pro Era-Kollektivs, kollaborierte Kirk Knight bisher unter anderem mit Mick Jenkins, Thundercat, Isaiah Rashad, Noname Gypsy und THEMPeople, sowie mit den befreundeten Hip-Hop-Gruppen The Underachievers und Flatbush Zombies.

## Musikstil
Kirk Knight sieht sich selbst als Künstler verschiedener Genres, darunter Hip-Hop, Electro, Contemporary R&B und Jazz. Er zählt J Dilla, Madlib, Kanye West und  The Notorious B.I.G. zu seinen Lieblingskünstlern und Einflüssen.

## Diskografie
Studioalben
- IIWII (2018)
- Late Knight Special (2015)

Kollaborationsmixtapes
- Pro Era: The Secc$ Tap.e (2012)
- Pro Era: Peep The Aprocalypse (2012)
- Pro Era: The Shift (2014)

Singles
- 2013: "Early Morning Hiatus"
- 2014: "Extortion" (mit Dyemond Lewis)
- 2015: "Good Knight" (featuring Joey Badass, Flatbush Zombies und Dizzy Wright)
- 2015: "Knight Time"
- 2015: "Brokeland"

Mitwirkung als Gastmusiker
- Joey Badass - "Where It’s At" von 1999 (2012)

Mitwirkung als Interpret und Produzent
- Joey Badass - "Hazeus View" von B4.DA.$$ (2015)
- Joey Badass - "Big Dusty" von B4.DA.$$ (2015)